# Kennett
Kennett település az Amerikai Egyesült Államok Missouri államában, Dunklin megyében, melynek megyeszékhelye is. Lakosainak száma 10 515 fő (2020. április 1.).

## Népesség
A település népességének változása:

| 2010 | 10 932 |
| 2020 | 10 515 |